# 嘉应观
35°02′18″N 113°30′13″E / 35.03833°N 113.50361°E
嘉应观位于中国河南省焦作市武陟县嘉应观乡杨庄村南，2001年被列为第五批全国重点文物保护单位。
嘉应观始建于清雍正元年（1723年），为雍正帝敕建的“淮黄诸河龙王庙”。现存建筑五十座，占地一百四十亩，分南北两院。北院中轴线上有山门、御碑亭、严殿、大王殿、恭仪亭、禹王阁，两侧有掖门、御马亭、钟鼓楼、更衣殿、龙王殿、风神殿、雨神殿等建筑。南院仅存戏楼。
傅作义及苏联专家治理黄河指挥部也曾设在嘉应观内。